# Ostronpest
Ostronpest (Crepidula fornicata) är en snäckart som först beskrevs av Carl von Linné 1758. Namnet kommer av att snäckan ofta sätter sig på ostron och konkurrerar med ostronen om födan. Ostronpest ingår i släktet Crepidula och familjen toffelsnäckor. Arten är reproducerande i Sverige och observerades i svenska vatten för första gången 1934. Inga underarter finns listade i Catalogue of Life.

## Bildgalleri

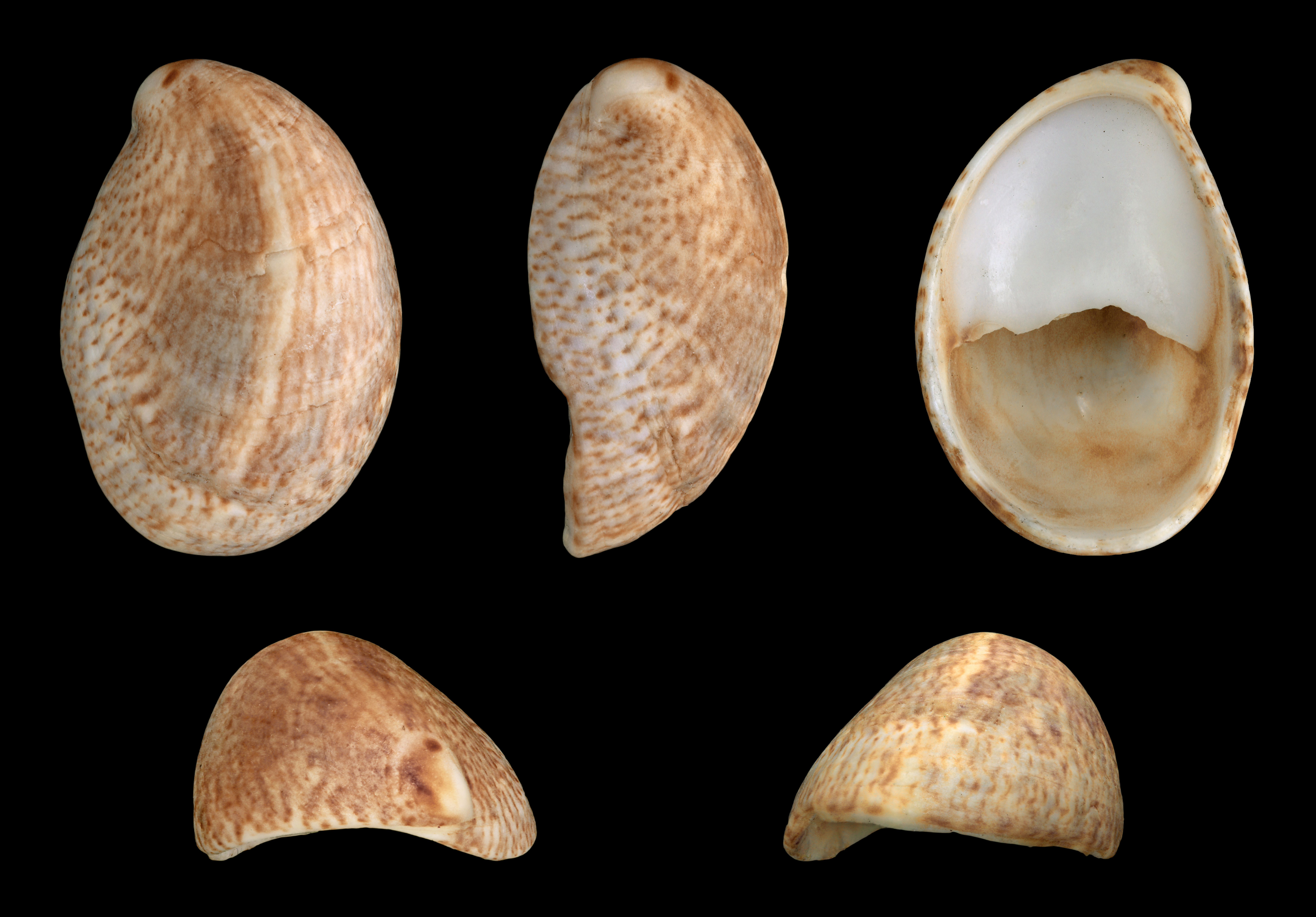
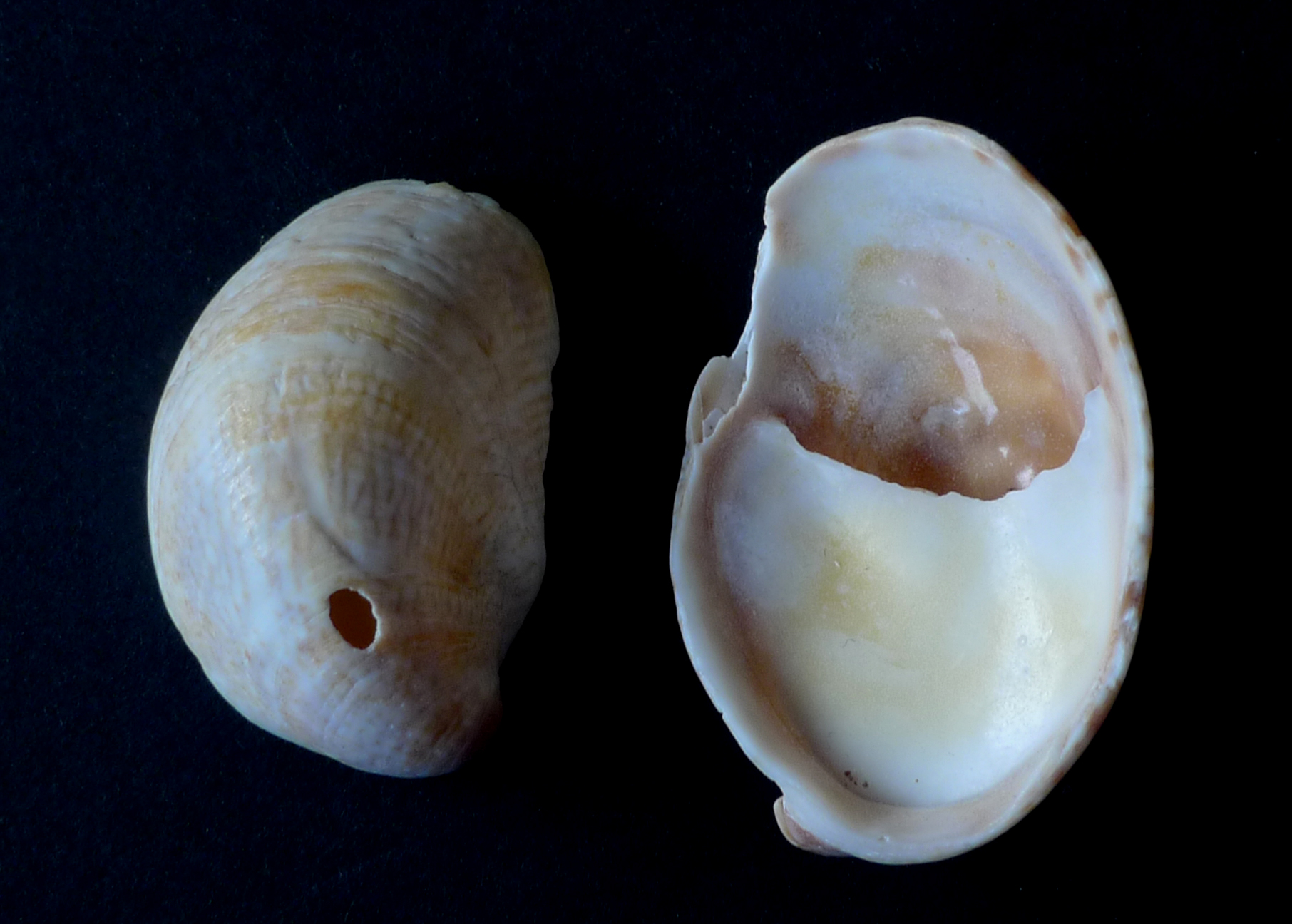
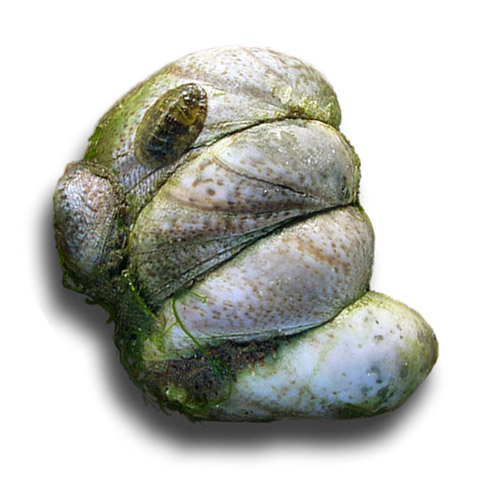
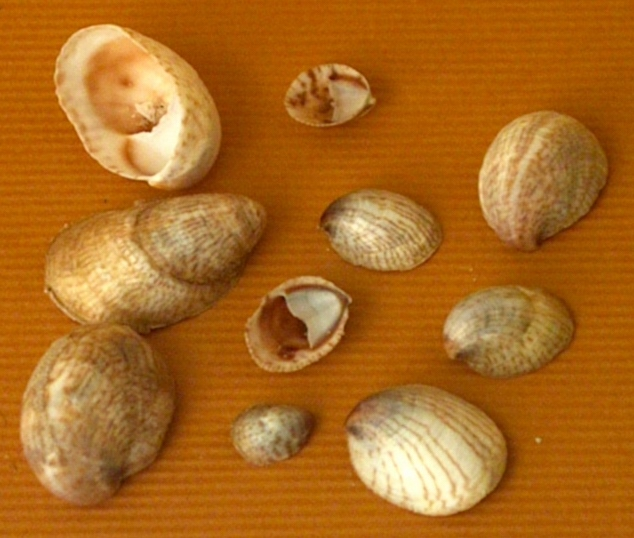
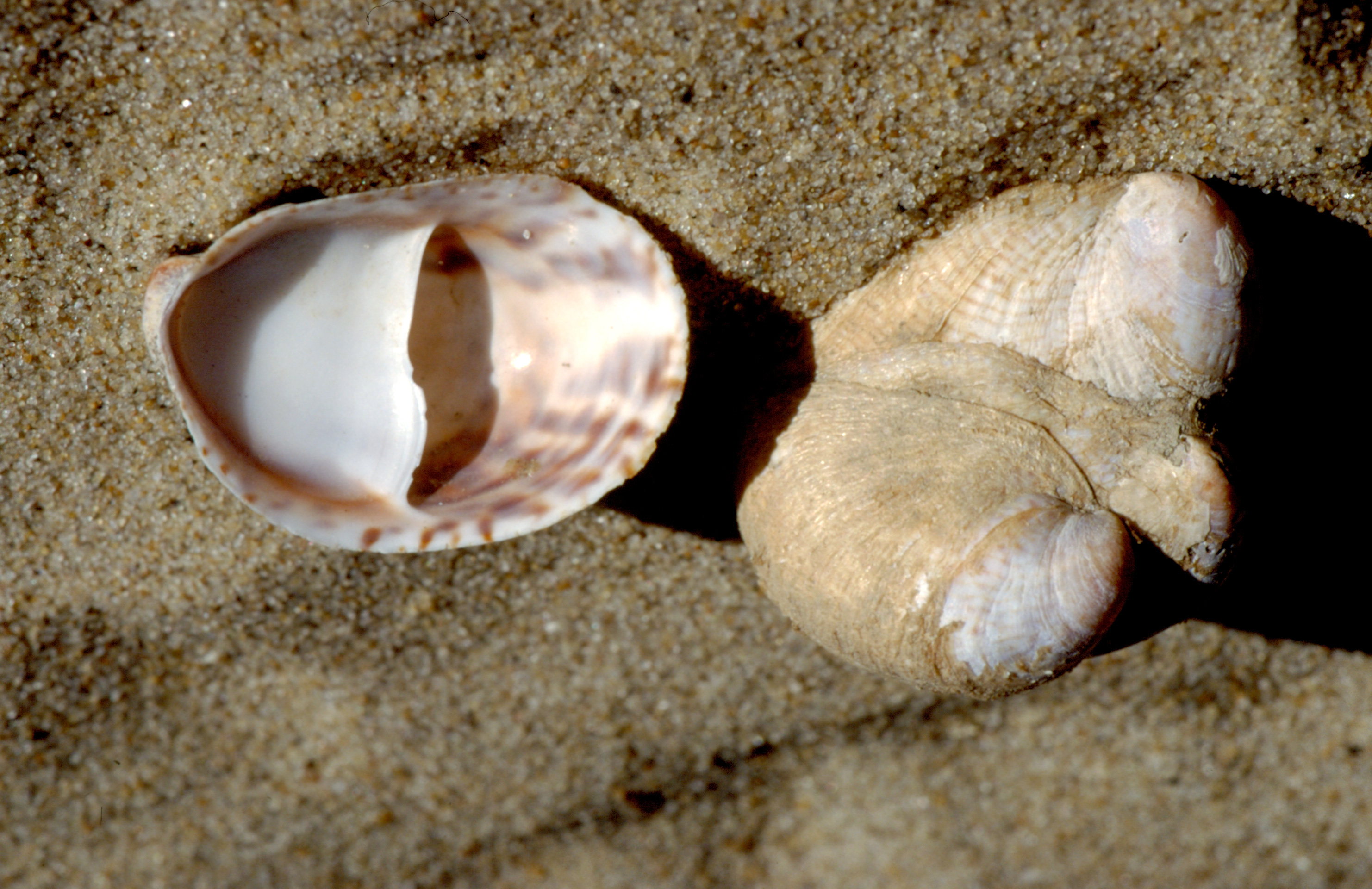
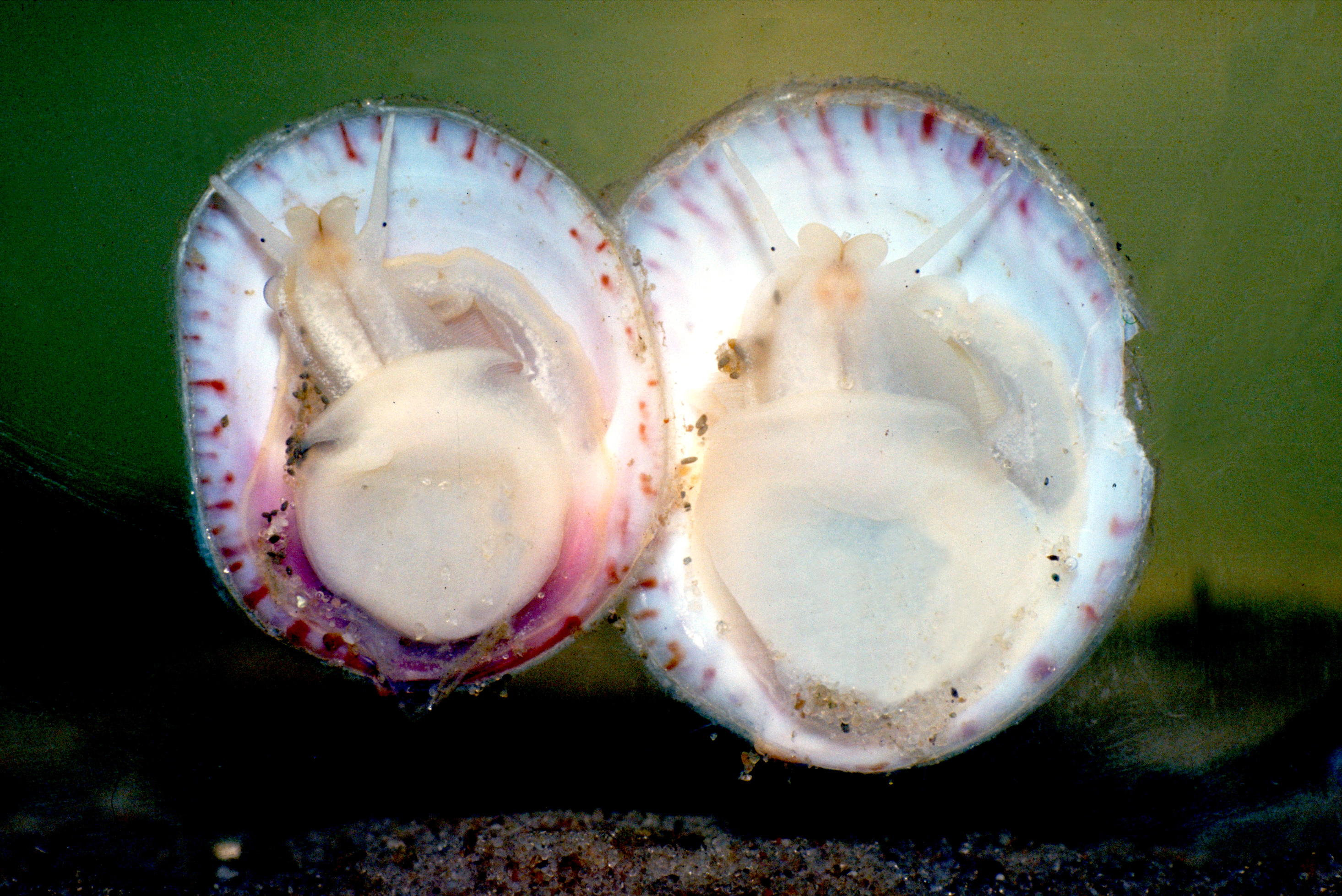